# Municipio de Liberty (condado de White, Arkansas)
El municipio de Liberty (en inglés: Liberty Township) es un municipio ubicado en el condado de White en el estado estadounidense de Arkansas. En el año 2010 tenía una población de 1514 habitantes y una densidad poblacional de 15,64 personas por km².

## Geografía
El municipio de Liberty se encuentra ubicado en las coordenadas 35°24′31″N 91°26′54″O / 35.40861, -91.44833. Según la Oficina del Censo de los Estados Unidos, el municipio tiene una superficie total de 96.81 km², de la cual 95,1 km² corresponden a tierra firme y (1,77 %) 1,71 km² es agua.

## Demografía
Según el censo de 2010, había 1514 personas residiendo en el municipio de Liberty. La densidad de población era de 15,64 hab./km². De los 1514 habitantes, el municipio de Liberty estaba compuesto por el 96,1 % blancos, el 1,19 % eran afroamericanos, el 0,53 % eran amerindios, el 0,07 % eran de otras razas y el 2,11 % eran de una mezcla de razas. Del total de la población el 0,4 % eran hispanos o latinos de cualquier raza.